# Secret of the Runes
Albums de Therion
The Early Chapters of Revelation
(2000) Bells of Doom
(2001)
Secret of the Runes est le dixième album du groupe suédois de death metal symphonique Therion, publié le 8 octobre 2001 par Nuclear Blast.
Cet album a une petite particularité, on y trouve, pour une dizaine des chansons, les noms des différents mondes de la mythologie Nordique.

## Liste des chansons
Toutes les paroles sont écrites par Thomas Karlsson, toute la musique est composée par Christofer Johnsson.
| No  | Titre                          | Durée |
| --- | ------------------------------ | ----- |
| 1.  | Ginnungagap (Prologue)         | 6:10  |
| 2.  | Midgård                        | 5:04  |
| 3.  | Asgård                         | 4:07  |
| 4.  | Jotunheim                      | 3:43  |
| 5.  | Schwarzalbenheim               | 5:18  |
| 6.  | Ljusalfheim                    | 3:53  |
| 7.  | Muspelheim                     | 2:13  |
| 8.  | Nifelheim                      | 4:33  |
| 9.  | Vanaheim                       | 4:02  |
| 10. | Helheim                        | 3:18  |
| 11. | Secret of the Runes (Epilogue) | 4:30  |